# Guillermo Díaz Gómez
Guillermo Díaz Gómez (Melilla, 29 d'abril de 1978) és un polític espanyol. Membre de Ciutadans, i diputat al Congrés per la Província de Màlaga en la XII Legislatura a partir de les eleccions generals de 2016.

## Biografia
Nascut a Melilla, a causa del treball del seu pare va viure en diversos llocs com Barbastre, Badajoz, Bilbao, Pamplona i Aguadulce, fins que la família es va instal·lar a Màlaga Llicenciat en Dret per la Universitat de Màlaga, és advocat encara que actualment no exerceix. Treballa com a gerent de complexos d'exhibició cinematogràfica i ha col·laborat amb diversos mitjans de comunicació en programes de divulgació científica i històrica. El 2013 es va afiliar a Ciutadans i en les eleccions generals de 2016 va ser número dos en la llista per la província de Màlaga. Des de llavors és diputat al Congrés dels Diputats[[]] per la circumscripció de Màlaga.>

## Publicacions
- Hipatía de Alejandría (2009).
- Las mentiras del cine bélico (2013).